# Aleksiej Sieliwanow
Aleksiej Gordiejewicz Sieliwanow (ros.  Алексей Гордеевич Селиванов) (ur. 4 marca?/17 marca 1900 we wsi Kuźmino-Gat´, zam. 6 kwietnia 1949 w Jałcie) – radziecki wojskowy, generał porucznik.

## Życiorys
W marcu 1918 roku został powołany do Armii Czerwonej i wcielony jako żołnierz do 3 lekkiej baterii 16 Dywizji Strzeleckiej. W sierpniu 1919 roku został skierowany do szkoły pułkowej 7 Zawołżańskiego pułku kawalerii, a po jej ukończeniu od stycznia 1920 roku kontynuował naukę w 3 Orenburskiej Szkole Dowódców Kawalerii. W tym czasie brał też udział w walkach na radzieckim Froncie Południowym i Wschodnim. Gdzie się wyróżnił za co został wyróżniony Orderem Czerwonego Sztandaru.
Po ukończeniu szkoły od maja 1921 roku pozostawał w dyspozycji szefa wydziału szkolenia Okręgu Przyuralskiego. Po czym został dowódcą plutonu na 20 Jekaterynburskim kursie kawalerii, a od stycznia 1922 roku dowódcą plutonu i szwadronu 25 kursie kawalerii. Następnie był dowódcą plutonu 20 kursu kawalerii w Ufie oraz 20 i 3 kursie kawalerii w Omsku. Następnie lutym 1924 roku został skierowany do 4 Taszkienckiej szkoły ogólnowojskowej, gdzie był dowódca plutonu i zastępcą dowódcy szwadronu. W październiku 1925 roku został słuchaczem Środkowoazjatykich kursów orientalistycznych. Po ich ukończeniu w październiku 1928 roku został zastępcą szefa oddziału rozpoznawczego dowództwa 7 Samodzielnej Brygady Kawalerii w Stalinabadzie. Od października 1929 roku do sierpnia 1931 roku był słuchaczem specjalnego kursu w Zarządzie Wywiadu Dowództwa Armii Czerwonej. Po jego ukończeniu został dowódcą punktu wywiadu granicznych w Kirowabadzie w Środkowoazjatyckim Okręgu Wojskowego. W marcu 1933 roku został asystentem szefa sektora Wydziału Wywiadu Środkowoazjatyckiego Okręgu Wojskowego. W październiku 1938 roku został zastępcą szefa sztabu 4 Dywizji Kawalerii w Białoruskim  Okręgu Wojskowym, na tym stanowisku wziął udział w wojnie zimowej. Następnie w styczniu 1940 roku został szefem sztabu 24 Dywizji Kawalerii w Zakaukaskim Okręgu Wojskowym. 
Po agresji niemieckiej na ZSRR pozostał na tym samym stanowisku, następnie od sierpnia 1941 roku p.o. dowódcy 23 Dywizji Kawalerii w tym samym okręgu, a następnie był zastępcą dowódcy 15 Korpusu Kawalerii. W maju 1942 roku został zastępcą szafa sztabu i jednocześnie szefem wydziału operacyjnego sztabu Frontu Zakaukaskiego. Od lipca 1942 roku p.o. zastępcy dowódcy 44 Armii, a potem p.o. na tym samym stanowisku w 9 Armii. 
W dniu 20 listopada 1942 roku został dowódcą 5 Gwardyjskiego Korpusu Kawalerii. Wraz z tym korpusem wziął udział w bitwie o Kaukaz, broniąc linii rzeki Kuma. Następnie w kolejnych działaniach w ramach operacji donbaskiej, wyzwolono obszary na lewo od Dniepru. W kolejnej operacji umańsko-batoszańskiej wyzwolono południowo-wschodnie obwody Ukrainy.
W kwietniu 1944 roku zachorował na gruźlicę i został skierowane na długotrwałe leczenie do sanatoriów na Krymie. W kwietniu 1949 roku został ostatecznie zwolniony do rezerwy z powodu stanu zdrowia. Choć jeszcze nie ukończył leczenia. 
Zmarł w sanatorium w Jałcie. Pochowany został na cmentarzu w Liwadii.

## Awanse
- generał major (Генерал-майор) (03.05.1942 rozkaz nr 615)
- generał lejtnant (Генерал-лейтенант) (18.02.1944 rozkaz nr 945)

## Odznaczenia
- Order Lenina (21.02.1945[1])
- Order Czerwonego Sztandaru (czterokrotnie – 1920[2], 13.12.1942[3], 03.11.1944, 24.06.1944)
- Order Suworowa II st. (27.04.1944[4])
- Order Kutuzowa II st. (28.01.1943[5])
- Order Bohdana Chmielnickiego II st. (14.02.1944[6])
- Medal „Za obronę Kaukazu” (22.06.1945[7])
- Medal „Za zwycięstwo nad Niemcami w Wielkiej Wojnie Ojczyźnianej 1941–1945” (09.05.1945[8])
- Medal jubileuszowy „XX lat Robotniczo-Chłopskiej Armii Czerwonej”
- Medal jubileuszowy „30 lat Armii Radzieckiej i Floty”